# 政策性銀行
政策性银行主要指由政府创立或担保、以贯彻国家产业政策和区域发展政策为目的、具有特殊的融资原则、不以盈利为目标（但可能会有盈利）的金融机构。
自1894年法国通过法令建立最早的政策性银行——农业信贷互助地方金库以来，美国、日本、大韩民国、中華民國、泰国、印度、巴西和中华人民共和国等國都先后成立了政策性银行，形成了较为健全的政策性金融体系。这些国家普遍都是立法先行，从而建立了政策性银行法体系。

## 各國政策性銀行列表

### 台灣
- 中國輸出入銀行

### 中国大陸
国家开发银行（第一个政策性银行）成立之初，接受中国人民银行的监管；2004年2月1日，《中国银行业监督管理办法》、《商业银行法》修正法案生效，国家开发银行信贷业务开始接受银监会的监管。
- 国家开发银行
- 中国农业发展银行
- 中国进出口银行

### 韩国
- 韩国产业银行 (002)
- 中小企業銀行 (003)
- 水协银行（朝鲜语：수협은행） (007)
- 韩国输出入银行 (008)
- NH農協銀行（朝鲜语：NH농협은행） (011)

### 德国
- 德国复兴信贷银行

### 美国
- 联邦住房贷款银行